# Йосиф Солунчанин
Йосиф Солунчанин (на гръцки: Ιωσήφ Θεσσαλονικεύς) е късновизантийски и гръцки учен от XV век.

## Биография
Роден е в края на XIV – началото на XV век в Солун. Установява се в Константинопол, където след падането на града в ръцете на османците развива широка дейност. Удостоен е с титлата патриаршески екзарх при патриарх Генадий Схоларий, с когото поддържа научна кореспонденция.